# KZ Außenlager Königshöher Weg
Das KZ Außenlager Königshöher Weg war ein KZ-Außenlager in Wuppertal, das vom 24. August 1943 bis zum 7. Mai 1944 bestand.

## Lage

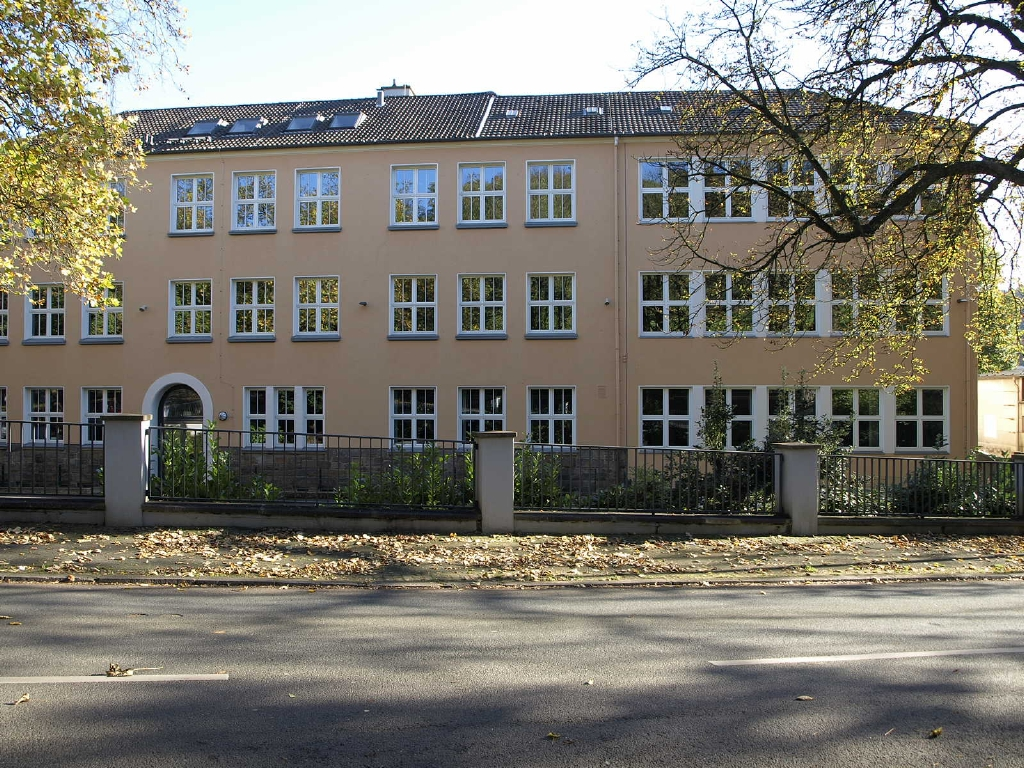
Grundschule Königshöher Weg (2014)

Das KZ Außenlager Königshöher Weg befand sich auf dem Gelände der katholischen Volksschule im Stadtteil Elberfeld (Ortsteil Arrenberg, Königshöher Weg 7), die beim Luftangriff der Royal Air Force auf Wuppertal-Elberfeld vom 25. Juni 1943 starke Beschädigungen davongetragen hatte.

## Geschichte
Aus dem KZ Buchenwald wurde ein Vorauskommando von 50 Männern verschiedener Nationalität nach Wuppertal deportiert, das ab dem 24. August 1943 das Außenlager der Stadt Wuppertal für die SS-Baubrigade IV einrichtete. Das Kommando setzte das Schulgebäude instand, richtete dort Unterkünfte ein und umzäunte das Lager mit Stacheldraht. 
Bis Ende November 1943 trafen weitere 592 Häftlinge zur Verstärkung der Baubrigade ein, die in dem nahe gelegenen erheblich zerstörten Vieh- und Schlachthof in Elberfeld, bei Räumungs-, Ausschachtungs- und Instandsetzungsarbeiten an den Versorgungsnetzen der Stadt und der Beseitigung von Bombenschäden sowie bei allgemeinen Aufräumarbeiten zum Einsatz kamen.
Die SS-Baubrigade wurde anfänglich von SS-Obersturmführer Arthur Knaust befehligt, dann ab Oktober 1943 von dem nicht näher identifizierten SS-Obersturmführer Dietrich und ab Dezember 1943 schließlich von SS-Obersturmführer Otto Diembt. Den Einsatz der KZ-Häftlinge koordinierte die städtische Bauverwaltung unter der Führung des SS-Standartenführers Kurt Benn. Die Wachmannschaft bestand aus SS-Angehörigen und Polizisten des Arrenberger Polizeibezirk, die in einer Baracke auf dem Schulhof untergebracht war.
Das KZ Außenlager in Wuppertal wurde am 7. Mai 1944 aufgelöst und die Häftlinge in das KZ-Außenlager Ellrich-Bürgergarten verlegt.

## Arbeits- und Lebensbedingungen
Berichten von ehemaligen Häftlingen zufolge waren die Arbeits- und Lebensbedingungen im Wuppertaler Außenlager im Vergleich zum Hauptlager
Buchenwald „relativ gut“ und „weniger entsetzlich“. Die Lagerleiter und die Wachmannschaften wurden als „überwiegend human“ beschrieben, es habe weder Misshandlungen noch Tötungen gegeben, das Versterben einer Person sei in den etwas über acht Monaten des Bestehens des Lagers aktenkundig geworden. 58 kranke und nicht arbeitsfähige Gefangene wurden jedoch zurück nach Buchenwald transferiert, von denen sieben kurz nach ihrem Eintreffen dort verstarben. 
Gefangene berichteten übereinstimmend von einer weitgehend solidarischen Lagergemeinschaft und von hilfsbereiten Einheimischen, die den in gestreifter KZ-Häftlingskleidung arbeitenden Häftlingen Nahrung zukommen ließen. Während ihrer Instandsetzungsarbeit im Schlachthof Elberfeld erhielten die Angehörigen des 250-köpfigen Arbeitskommandos von deutschen Arbeitern Fleischwaren ins Lager gebracht. Überliefert ist außerdem ein „singender Umzug“ der KZ-Insassen durch die Innenstadt unter Bewachung eines SS-Aufsehers. Bei Aufräumarbeiten in zerbombten Privathäusern entwickelten sich vielfältige Kontakte, die insgesamt sechs dokumentierte erfolgreiche Fluchtversuche von Gefangenen kurz vor dem Abzug aus Wuppertal begünstigten. Einige Häftlinge hatten Kontakt zu Widerstandsorganisationen von „Ostarbeitern“ in Wuppertal. Drei der Insassen entwarfen Pamphlete und Slogans, die unter Zwangsarbeitern und deutschen Arbeitern Verbreitung fanden.

## Gedenken
Heute befinden sich an dieser Stätte weder eine Gedenktafel noch andere Hinweise auf ihre Vergangenheit. Auch zum 100. Jubiläum der
Grundschule wurde 2013 auf eine aktive Erinnerung verzichtet.